# Полуперепончатая мышца
Полуперепончатая мышца (лат. Musculus semimembranosus) — мышца бедра задней группы.
Располагается по медиальному краю задней поверхности бедра. Наружный край мышцы прикрыт полусухожильной мышцей (лат. Musculus semitendinisus), которая оставляет отпечаток в виде продольной широкой борозды. Внутренний край свободен.

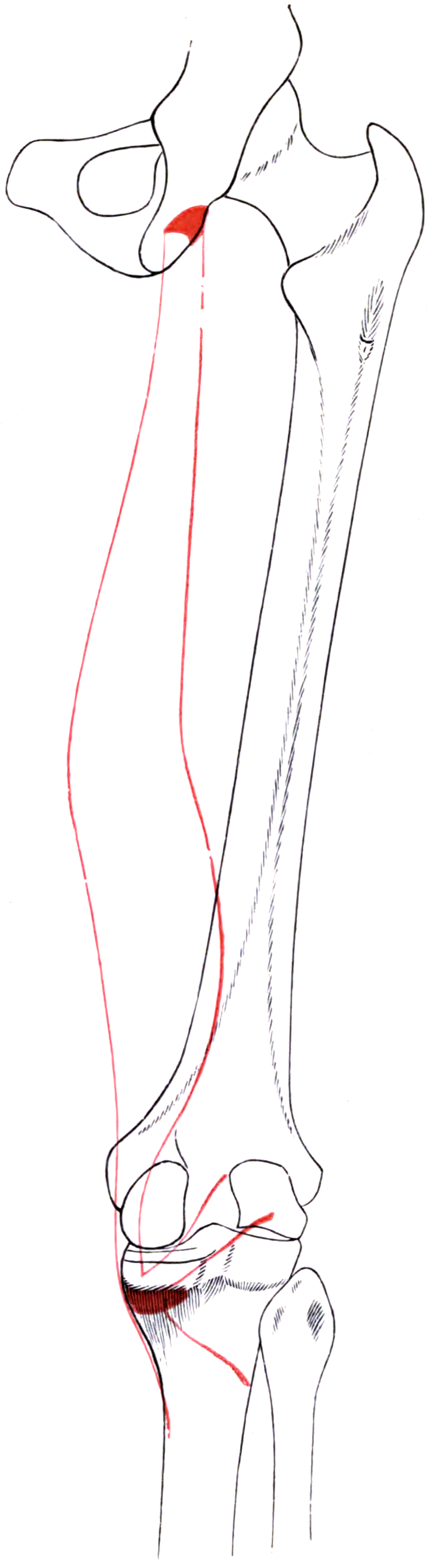
Места прикрепления и проекция правой полуперепончатой мышцы

Начинается от седалищного бугра ветви седалищной кости. Направляясь книзу, она переходит в плоское сухожилие, которое затем суживается. Оно огибает медиальный надмыщелок и направляется к медиальной поверхности большеберцовой кости. В этом месте сухожилие становится шире и разделяется на три пучка. Внутренний пучок, располагается горизонтально, заканчивается на медиальном мыщелке большеберцовой кости, средний пучок также достигает медиального мыщелка, переходя в фасцию, покрывающую подколенную мышцу; наружный пучок, подойдя к капсуле коленного сустава, переходит в коленную связку.

## Функция
Так как мышцы задней группы мышц бедра перекидываются через два сустава, то при фиксированном тазе они, действуя вместе, сгибают голень в коленном суставе, разгибают бедро, а при укреплённой голени производят разгибание туловища совместно с большой ягодичной мышцей. Когда колено согнуто, те же мышцы осуществляют вращение голени, сокращаясь по отдельности на той или другой стороне. Полуперепончатая мышца вращает голень внутрь.